# Charles Forbes
Charles Morton Forbes (ur. 22 listopada 1880 na Cejlonie, zm. 28 sierpnia 1960 w Londynie) – brytyjski oficer marynarki, admirał, służył podczas I i II wojny światowej.
Forbes wstąpił do Royal Navy w lipcu 1894 roku. Po służbie we flocie na kanale La Manche oraz na Pacyfiku w randze midszypmena, powrócił do Wielkiej Brytanii i rozpoczął szkolenie na specjalistę od artylerii. Podczas początkowej fazy I wojny światowej służył na pancerniku HMS „Queen Elizabeth”. W tym czasie wziął udział między innymi w kampanii na Dardanelach i Gallipoli. W październiku 1915 roku Forbes wrócił do Anglii, by objąć stanowisko na okręcie flagowym Grand Fleet (HMS „Iron Duke”) u boku jej dowódcy admirała Johna Jellicoe.
Po zakończeniu wojny Charles Forbes piastował kilka funkcji na lądzie, służąc jako członek Komitetu Zaopatrzenia Marynarki Wojennej od października 1919 roku do marca 1921 roku, a następnie jako wicedyrektor Staff College w Greenwich, od sierpnia 1921 do czerwca 1923 roku. Na morskie stanowisko Forbes powrócił jako dowódca swojego starego okrętu - HMS „Queen Elizabeth”.
W lutym 1932 został Trzecim Lordem Morskim w brytyjskiej Admiralicji. W kwietniu 1934 roku powrócił na morze, jako dowódca 1. Eskadry Okrętów Liniowych (1st Battle Squadron) i zastępca głównodowodzącego Flotą Śródziemnomorską Pierwszego Lorda Morskiego Rogera Backhouse'a.
Cztery lata potem nastąpił szczytowy punkt kariery Forbesa. Objął on stanowisko głównodowodzącego Home Fleet (Floty Metropolii), które stanowisko to piastował od kwietnia 1938 do grudnia 1940 roku.

## Kariera
źródło
- 15 stycznia 1900 (prawdopodobnie) – Acting Sub-Lieutenant (podporucznik marynarki)
- 28 marca 1901 – Sub-Lieutenant (porucznik marynarki), ze starszeństwem od 15 stycznia 1900
- 4 listopada 1901 – Lieutenant (kapitan marynarki) ze starszeństwem od 15 stycznia 1901
- 1912 – Commander (komandor porucznik)
- 30 czerwca 1917 – Captain (komandor)
- 5 października 1928 – Rear-Admiral (kontradmirał)
- 21 stycznia 1934 – Vice-Admiral (wiceadmirał)
- 19 sierpnia 1936 – Admiral (admirał)
- 8 maja 1940 – Admiral of the Fleet (admirał floty)